# マイアミ
マイアミ（英語: Miami [maɪˈæmi] ）は、アメリカ合衆国のフロリダ州の主要都市。州の南端のマイアミ・デイド郡に属する。

## 概要
マイアミとその都市圏はマイアミ川・ビスケーン湾・エバーグレーズ・大西洋に囲まれた地域に位置している。同市はフロリダ州最多の人口を持つ郡であるマイアミ・デイド郡の郡庁所在地である。マイアミ市の人口は46万人程だが、マイアミ・デイド郡、ブロワード郡、パームビーチ郡の3郡に及ぶ南フロリダ都市圏の人口は600万人を上回り、全米第8位の都市圏を形成している。
一口に「マイアミ」と言ってもその範囲は広く、またその性格も多様性に富んでいる。マイアミ市は大規模なダウンタウンが展開する商工業都市であり、重要な港湾都市でもある。一方、東隣のマイアミビーチ市は世界的に有名な観光都市で、南郊のホームステッド市はキューバに近いという地理的条件から、大規模な空軍基地がある。また、南西郊のコーラルゲーブルス市には名門マイアミ大学が立地し、富裕層やリタイア層の多い高級住宅地である。さらに、北西郊のハイアリア市はヒスパニック系の住民比率が高い、貧しい地域である。
2012年、経済誌フォーブスは、マイアミを深刻な住宅危機や国内有数の高い犯罪率、長い通勤時間などの理由により、全米で最も惨めな都市に選んだ。
2014年、アメリカのシンクタンクが公表したビジネス・人材・文化・政治などを対象とした総合的な世界都市ランキングにおいて、世界第29位の都市と評価されており、アメリカの都市では第7位であった。
「マイアミ」の語源は先住民族であるマヤイミ族(五大湖周辺に居住するマイアミ族とは文化的・言語的に関係が無い)とそれに由来するマイアミ湖(現在のオキーチョビー湖)、その湖を水源とするマイアミ川であり、「大きな水」を意味する。

## 歴史
1896年のフロリダ東海岸鉄道の延長によって開発が始まった。古くは漁場として知られ、後に食品工業やグレープフルーツを始めとした果物類の集散地として発展したが、今日では豊富な労働力を活用したIC、コンピュータ、電子部品産業が発達して、俗にシリコンコーストとも呼ばれる最先端工業地域を形成。また、花卉類などの園芸作物、野菜栽培も盛んで、その集散地、貿易港にもなっている。
マイアミにはキューバ革命後に国外脱出したキューバ人が多く住んでおり、彼らがマイアミにもたらした変化は大きい。キューバ人以外にもマイアミは南米出身者の人口が多く、彼らが人口の5割近くを占めている。スペイン語は共通語で、なかには英語を話せない人も多くいる。
郊外には冬季の寒冷な気候を避けて他の州から引っ越してきた年配者やユダヤ教徒などが多く住んでいる。
サウス・ビーチのナイトクラブは世界的に有名でセレブリティなどが近くに住んでいる。

## 地理
マイアミは、北緯25度47分16秒 西経80度13分27秒 / 北緯25.78778度 西経80.22417度に位置している。気候は夏は非常に暑く雨が多い。冬でも海で泳げるほど温暖で、平均気温は摂氏18度を超え、日中の最高気温は摂氏25度を上回る。ケッペンの気候区分では熱帯モンスーン気候に属する。この気候にひかれ、冬季の寒冷な気候を避けて他州から移り住む年配者も少なくない。
だが、マイアミにも寒波はやってくることがまれにあり、その時の最低気温は氷点下になることもある。
またマイアミ一帯はハリケーンが頻繁に上陸することでも知られる。特に1992年に南郊のホームステッド市にカテゴリー5のハリケーンとして上陸したハリケーン・アンドリューは、市を壊滅状態にまで追い込んだ。

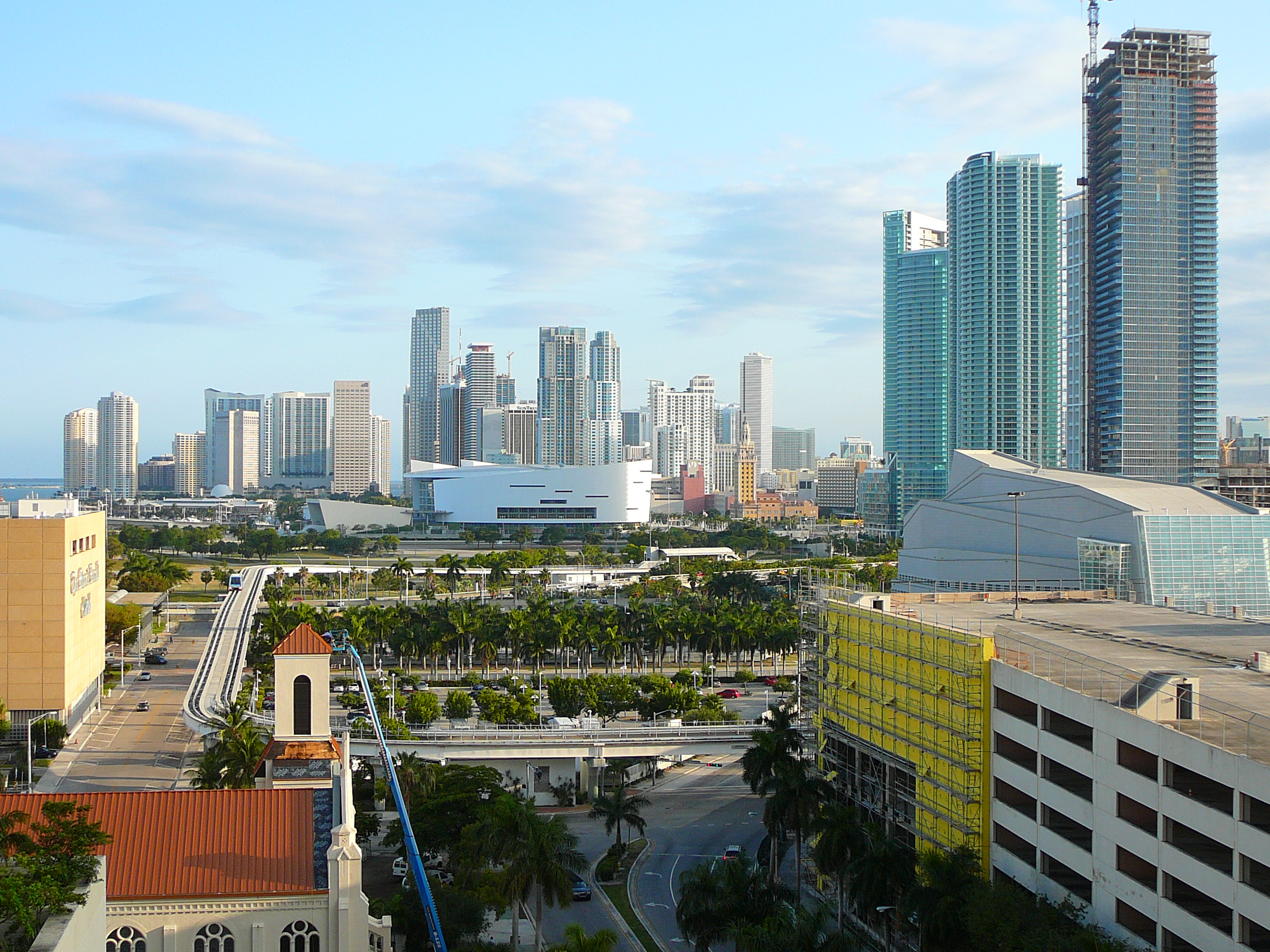
ダウンタウン遠望
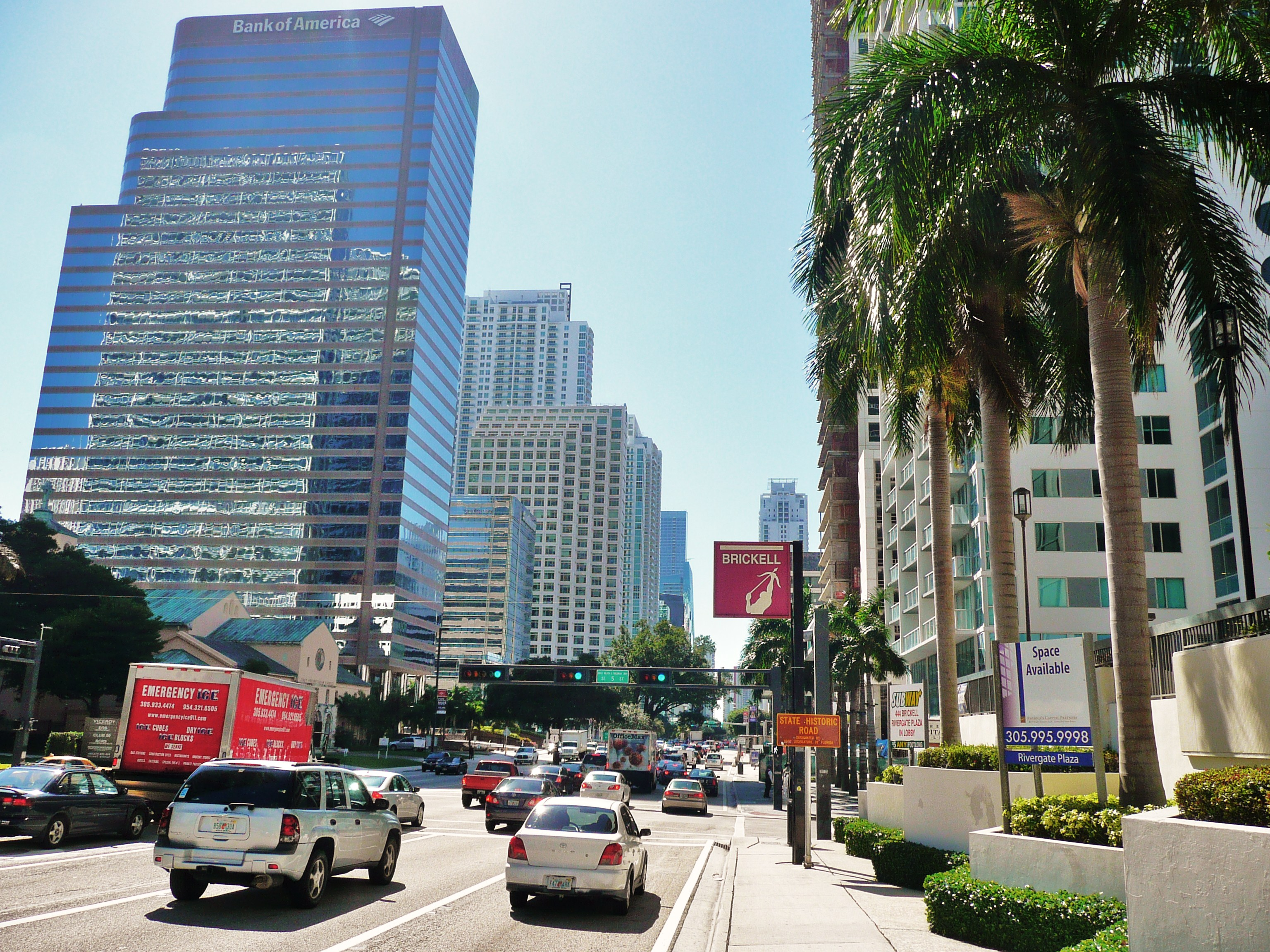
金融街「ブリッケル」
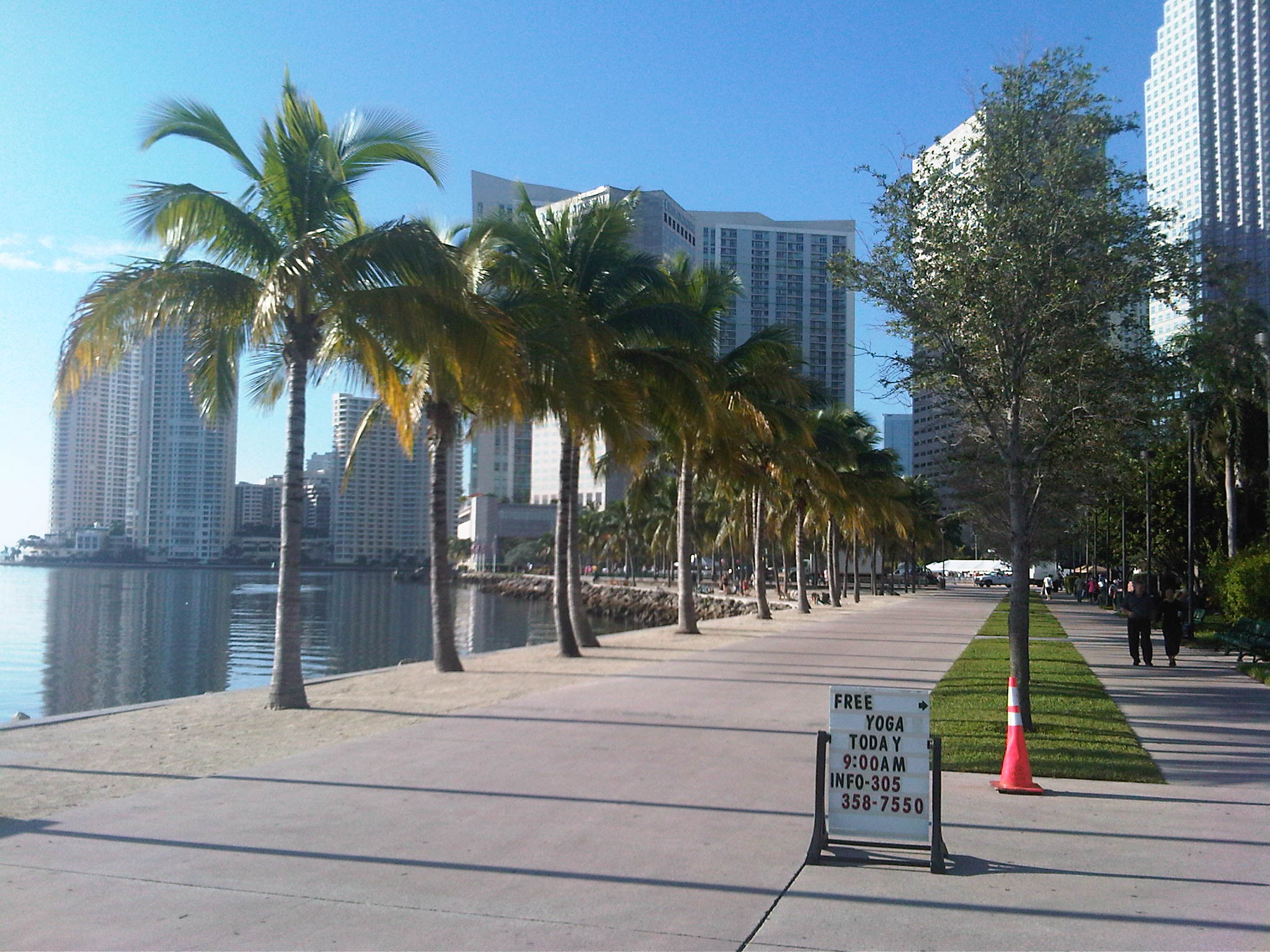
ベイフロント・パーク

## 気候
| マイアミ国際空港（1981−2010年、極値1895年- ）の気候                   | マイアミ国際空港（1981−2010年、極値1895年- ）の気候 | マイアミ国際空港（1981−2010年、極値1895年- ）の気候 | マイアミ国際空港（1981−2010年、極値1895年- ）の気候 | マイアミ国際空港（1981−2010年、極値1895年- ）の気候 | マイアミ国際空港（1981−2010年、極値1895年- ）の気候 | マイアミ国際空港（1981−2010年、極値1895年- ）の気候 | マイアミ国際空港（1981−2010年、極値1895年- ）の気候 | マイアミ国際空港（1981−2010年、極値1895年- ）の気候 | マイアミ国際空港（1981−2010年、極値1895年- ）の気候 | マイアミ国際空港（1981−2010年、極値1895年- ）の気候 | マイアミ国際空港（1981−2010年、極値1895年- ）の気候 | マイアミ国際空港（1981−2010年、極値1895年- ）の気候 | マイアミ国際空港（1981−2010年、極値1895年- ）の気候 |
| 月                                                                    | 1月                                                 | 2月                                                 | 3月                                                 | 4月                                                 | 5月                                                 | 6月                                                 | 7月                                                 | 8月                                                 | 9月                                                 | 10月                                                | 11月                                                | 12月                                                | 年                                                  |
| --------------------------------------------------------------------- | --------------------------------------------------- | --------------------------------------------------- | --------------------------------------------------- | --------------------------------------------------- | --------------------------------------------------- | --------------------------------------------------- | --------------------------------------------------- | --------------------------------------------------- | --------------------------------------------------- | --------------------------------------------------- | --------------------------------------------------- | --------------------------------------------------- | --------------------------------------------------- |
| 最高気温記録 °C （°F）                                                | 31 (88)                                             | 32 (89)                                             | 34 (93)                                             | 36 (96)                                             | 36 (96)                                             | 37 (98)                                             | 38 (100)                                            | 37 (98)                                             | 36 (97)                                             | 35 (95)                                             | 33 (91)                                             | 32 (89)                                             | 38 (100)                                            |
| 平均最高気温 °C （°F）                                                | 24.7 (76.4)                                         | 25.6 (78.1)                                         | 26.8 (80.3)                                         | 28.4 (83.2)                                         | 30.6 (87.0)                                         | 31.9 (89.5)                                         | 32.7 (90.9)                                         | 32.8 (91.0)                                         | 31.8 (89.3)                                         | 30.1 (86.2)                                         | 27.6 (81.7)                                         | 25.5 (77.9)                                         | 29.1 (84.3)                                         |
| 日平均気温 °C （°F）                                                  | 20.1 (68.2)                                         | 21.2 (70.2)                                         | 22.6 (72.6)                                         | 24.3 (75.8)                                         | 26.6 (79.9)                                         | 28.2 (82.7)                                         | 28.9 (84.1)                                         | 29 (84.2)                                           | 28.3 (82.9)                                         | 26.6 (79.9)                                         | 23.8 (74.9)                                         | 21.4 (70.5)                                         | 25.08 (77.16)                                       |
| 平均最低気温 °C （°F）                                                | 15.5 (59.9)                                         | 16.8 (62.3)                                         | 18.3 (64.9)                                         | 20.2 (68.3)                                         | 22.7 (72.9)                                         | 24.4 (76.0)                                         | 25.2 (77.3)                                         | 25.2 (77.4)                                         | 24.7 (76.5)                                         | 23.1 (73.5)                                         | 20.1 (68.1)                                         | 17.2 (63.0)                                         | 21.1 (70.0)                                         |
| 最低気温記録 °C （°F）                                                | −2 (28)                                             | −3 (27)                                             | 0 (32)                                              | 4 (39)                                              | 10 (50)                                             | 16 (60)                                             | 19 (66)                                             | 19 (67)                                             | 17 (62)                                             | 7 (45)                                              | 2 (36)                                              | −1 (30)                                             | −3 (27)                                             |
| 雨量 mm （inch）                                                      | 41.1 (1.62)                                         | 57.2 (2.25)                                         | 76.2 (3.00)                                         | 79.8 (3.14)                                         | 135.6 (5.34)                                        | 245.6 (9.67)                                        | 165.1 (6.50)                                        | 225.6 (8.88)                                        | 250.4 (9.86)                                        | 160.8 (6.33)                                        | 83.1 (3.27)                                         | 51.8 (2.04)                                         | 1,572.3 (61.9)                                      |
| 平均降雨日数 （≥0.01 in）                                             | 6.9                                                 | 6.5                                                 | 7.0                                                 | 6.4                                                 | 10.0                                                | 16.4                                                | 16.9                                                | 18.9                                                | 17.9                                                | 12.7                                                | 8.4                                                 | 7.2                                                 | 135.2                                               |
| % 湿度                                                                | 72.7                                                | 70.9                                                | 69.5                                                | 67.3                                                | 71.6                                                | 76.2                                                | 74.8                                                | 76.2                                                | 77.8                                                | 74.9                                                | 73.8                                                | 72.5                                                | 73.2                                                |
| 平均月間日照時間                                                      | 219.8                                               | 216.9                                               | 277.2                                               | 293.8                                               | 301.3                                               | 288.7                                               | 308.7                                               | 288.3                                               | 262.2                                               | 260.2                                               | 220.8                                               | 216.1                                               | 3,154                                               |
| 日照率                                                                | 66                                                  | 69                                                  | 75                                                  | 77                                                  | 72                                                  | 70                                                  | 73                                                  | 71                                                  | 71                                                  | 73                                                  | 68                                                  | 66                                                  | 71                                                  |
| 出典：NOAA (relative humidity and sun 1961–1990), The Weather Channel |                                                     |                                                     |                                                     |                                                     |                                                     |                                                     |                                                     |                                                     |                                                     |                                                     |                                                     |                                                     |                                                     |

## 人口
2000年国勢調査で、この都市は人口362,470人、134,198世帯、及び83,336家族が暮らしている。人口密度は3,923.5/km2(10,160.9人/mi2) である。1,606.2/km2(4,159.7人/mi2) の平均的な密度に148,388軒の住宅が建っている。この都市の人種的な構成は白人66.62%、アフリカン・アメリカン22.31%、インディアン0.22%、アジア0.66%、太平洋諸島系0.04%、その他の人種5.42%、及び混血4.74%である。ここの人口の65.76%はヒスパニックまたはラテン系である。この都市の民族的な構成はキューバ系34.1%、アフリカン・アメリカン22.3%、ニカラグア系5.6%、ハイチ系5.0%、及びホンジュラス系3.3%である。
この都市内の住民は21.7%が18歳未満の未成年、18歳以上24歳以下が8.8%、25歳以上44歳以下が30.3%、45歳以上64歳以下が22.1%、及び65歳以上が17.0%にわたっている。中央値年齢は38歳である。女性100人ごとに対して男性は98.9人である。18歳以上の女性100人ごとに対して男性は97.3人である。
この都市の世帯ごとの平均的な収入は23,483米ドルであり、家族ごとの平均的な収入は27,225米ドルである。男性は24,090米ドルに対して女性は20,115米ドルの平均的な収入がある。この都市の一人当たりの収入は15,128米ドルである。人口の28.5%及び家族の23.5% は貧困線以下である。全人口のうち18歳未満の38.2%及び65歳以上の29.3%は貧困線以下の生活を送っている。

## 治安
| 年     | 順位 |
| ------ | ---- |
| 2001年 | 17位 |
| 2002年 | 21位 |
| 2003年 | 23位 |
| 2004年 | 19位 |
| 2005年 | 圏外 |

明るい南国の保養地のイメージとは裏腹に、マイアミ・デイド郡一帯は全米でも最も犯罪発生率が高い地域のひとつである。2005年のモーガン・クイットノー社の調査では、マイアミ・デイド郡は全米で5番目に危険な都市圏である、と報告された。
この地域の犯罪率の高さの原因としては、中南米系の貧民・難民が移民として大量に流入したことによる政情不安、さらには中南米産の麻薬密輸入の拠点となっていたことなどが挙げられる。
マイアミ市自体も、かつては全米有数の犯罪都市のひとつであった。しかし、主要な交差点に「太陽マーク」と呼ばれる標識を設置し、安全なエリアに誘導するなどといった市当局の工夫もあって治安は徐々に回復、2005年には前述モーガン・クイットノー社の調査でワースト25圏外に脱出するまでになった。しかし、ダウンタウンの北に隣接するリバティ・シティやリトル・ハイチ、北西郊のハイアリア市周辺にはヒスパニック系の貧民が多く、未だに予断を許さない状況である。

## 観光

### 施設
- マイアミ水族館[13]
- ベイサイド・マーケットプレイス
- ココナッツ・グローブ[14]
- エバーグレーズ国立公園[15]

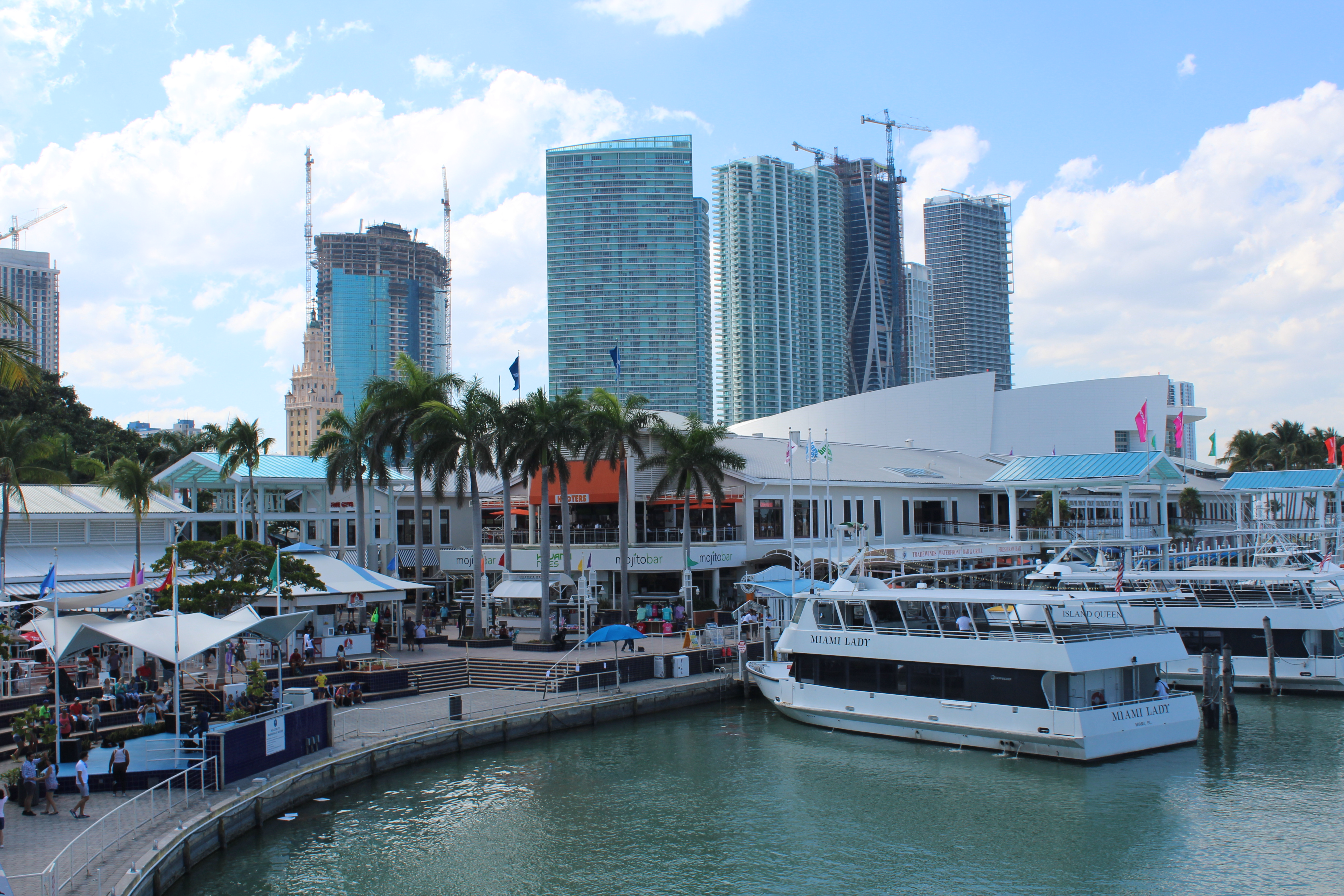
ベイサイド・マーケットプレイス

- フェアチャイルド熱帯植物園（英語版）
- ハイビスカス島[16]
- パームアイランド島[17]
- リトル・ハバナ（英語版）
- マイアミメトロ動物園[18]
- モンキー・ジャングル[19]
- パロット・ジャングル・アイランド[20]

### 祭事・イベント
- マイアミ映画祭

## 文化
- マイアミ近代美術館[21]
- マイアミ美術館[22]
- マイアミ大学[23]
- ヴィスカヤ・マイアミ美術館[24]
- ヴィスカヤ・ミュージアム・アンド・ガーデン[25]
- ロウ美術館[26]
- 南フロリダ歴史博物館[27]
- ルイス・アンド・フローレンス・バロフ財団アート・ミュージアム[28]

## 教育

フロリダ国際大学

マイアミはマイアミ・デイド郡公立学区に属する。
- ノバ・サウスイースタン大学（英語版）[29]
- バリー大学（英語版）[30]
- ジョンソン・アンド・ウェールズ大学[31]
- マイアミ国際芸術デザイン大学（英語版）[32]
- マイアミ大学[33]
- フロリダ国際大学
- フロリダ記念大学（英語版）
- マイアミ・デード大学[34]
- バーガーキング大学（英語版）
- マイアミ芸術大学[35]
- 国際芸術大学[36]
- デブリー大学（英語版）[37]

## メディア
マイアミはマイアミ・ヘラルド及びサウス・フロリダ・サン・センチネルの二つの英語版新聞、並びにスペイン語版エル・ヌエボ・ヘラルドによってサービスされている。マイアミ・ヘラルドはマイアミ及びマイアミ・デイド郡一帯に影響を与える100万以上購読されるマイアミの第一の新聞である。しかし、ここはブロワード郡、モンロー郡、及び ナッソーに支局を開設している。に加え日刊マイアミ・デイド版、日刊モンロー郡版、日刊ナッソー版、及び日刊国際版が発行されている。同社はフォートローダーデール版のヘラルドも発行している。
マイアミはアメリカ合衆国内で12番目に最大なラジオ放送マーケット及び17番目のテレビジョン放送マーケットである。マイアミ地域をサービスしているテレビジョン放送局はWBFS、WBZL、WFOR、WLTV、WPLG、WPXM、WSCV、WSVN、及びWTVJが含まれる。

## スポーツ
| チーム                 | スポーツ種別     | リーグ  | 競技場                             | 所在地             |
| ---------------------- | ---------------- | ------- | ---------------------------------- | ------------------ |
| マイアミ・ドルフィンズ | フットボール     | NFL     | サンライフ・スタジアム             | マイアミガーデンズ |
| フロリダ・パンサーズ   | ホッケー         | NHL     | バンクアトランティック・センター   | サンライズ         |
| マイアミ・ヒート       | バスケットボール | NBA     | アメリカン・エアラインズ・アリーナ | マイアミ           |
| マイアミ・マーリンズ   | 野球             | MLB; NL | ローンデポ・パーク                 | マイアミ           |
| インテル・マイアミCF   | サッカー         | MLS     | DRV PNKスタジアム                  | マイアミ           |

カレッジフットボールのボウル・チャンピオンシップ・シリーズのひとつ「オレンジボウル」はサンライフ・スタジアムで行われる。同スタジアムはスーパーボウルを5度開催している。マイアミ大学ハリケーンズも同スタジアムを本拠地としている。
マイアミを本拠地としていた現存しないチームとしては、マイアミ・フェデラルズ、フロリディアンズ 、マイアミ・スクリーミング・イーグルス、マイアミ・シーホークス、マイアミ・ソル (WNBA)、マイアミ・トロス、マイアミ・トライブ、マイアミ・トロピックスなどがある。また、かつてメジャーリーグサッカーに所属していたマイアミ・フュージョンはブロワード郡近郊のロックハート・スタジアムで試合を行っていた。

## 交通

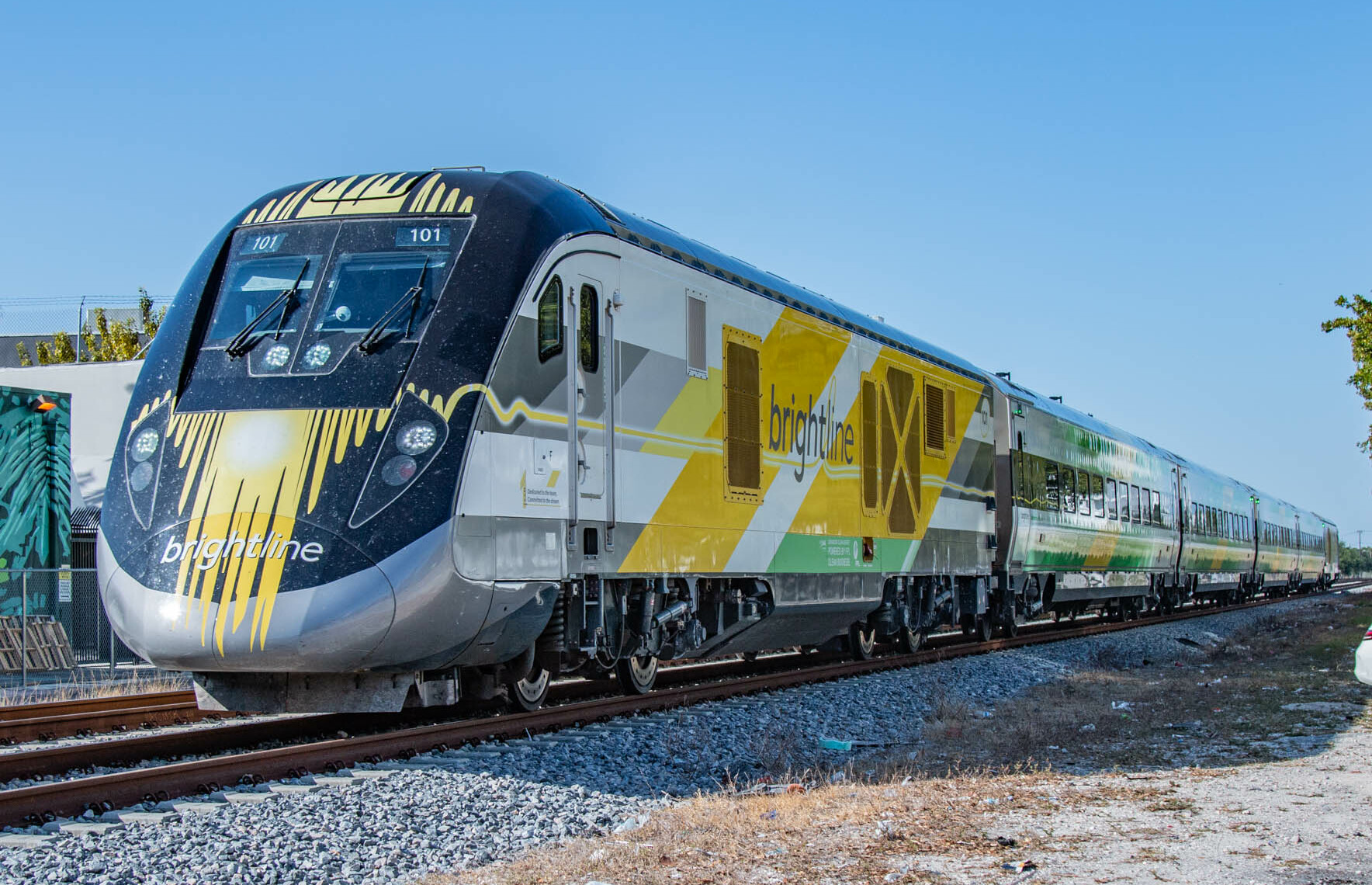
シーメンス・チャージャー（ブライトライン）

### 航空
マイアミ国際空港はアメリカン航空のハブであり、年間利用客数4500万人に達する大規模な空港である。同空港は外国人利用客数においてはニューヨークのジョン・F・ケネディ国際空港、ロサンゼルス国際空港に次いでアメリカ合衆国第3の規模を誇っている。同空港は国際観光都市マイアミの玄関口としてのみならず、ヨーロッパ各国・アメリカ合衆国と南米各国とを結ぶ中継地的な役割をも果たしている。

### 鉄道
マイアミ中央駅には高速列車ブライトラインと通勤列車トライレールが乗り入れている。
アムトラックのマイアミ駅は郊外に位置している。ワシントンD.C.やニューヨークとの間を結ぶ長距離列車シルバー・メティオが発着する。
グレイハウンドのバスターミナルは空港近くとダウンタウンの2ヶ所にあり、前者からはオーランドやタンパなど州内主要都市、後者からはキー・ウェストに通ずるバスの便がそれぞれ発着している。

### 市内交通
マイアミ市内はメトロレールという高架式の通勤電車が走っている。ダウンタウンには運賃無料の環状線鉄道であるメトロムーバーも走っている。このほか、メトロバスと呼ばれる路線バスがマイアミ・デイド郡一帯を縦横に走っている。メトロレール・メトロムーバー・メトロバスはいずれもマイアミ・デイド郡交通局によって運営されている。

### 水運
マイアミ港は全米でも重要な港のひとつである。軍港・貿易港・漁港としての役割のほか、世界最大のクルーズ観光港としての役割も果たしている。

## パノラマ

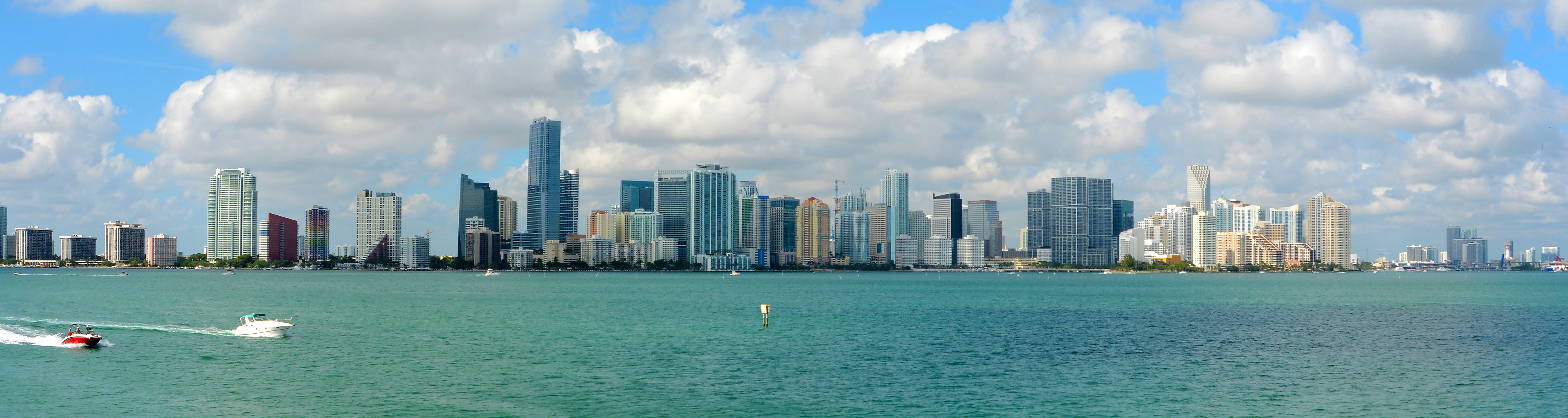
マイアミ遠景

ダウンタウン・マイアミ

## 舞台にした作品
- ゴルゴ13 九竜の首 - 1977年の映画。千葉真一主演。 『ゴルゴ13』を原作とした映画化作品。物語の舞台のひとつとして、主人公のゴルゴ13（デューク東郷）が依頼者とマイアミで会う。
- 特捜刑事マイアミ・バイス - 1980年代に大ヒットした刑事ドラマ。
- マイアミ・バイス - 上記シリーズの映画化作品。
- バッドボーイズ - 1995年のアクションコメディ映画。ウィル・スミス、マーティン・ローレンス主演。
- NIP/TUCK マイアミ整形外科医 - テレビドラマ
- CSI:マイアミ - 2002年から2012年まで放映されていたテレビドラマ。『CSI:科学捜査班』のスピンオフ。
- スカーフェイス - 1983年の映画。アル・パチーノ主演。
- エース・ベンチュラ - 1994年のコメディ映画。ジム・キャリー主演。
- トゥルーライズ - 1994年のアクション映画。
- バードケージ - 1996年のコメディ映画。
- ワイルドスピードX2 - 2003年のアクション映画。
- トランスポーター2 - 2005年のアクション映画。
- マイケル・シェーン・シリーズ - ブレット・ハリデイの小説。
- グランド・セフト・オート・バイスシティ - ゲームソフト。舞台「バイスシティ」はマイアミがモデル。
- グランド・セフト・オート・バイスシティ・ストーリーズ - 上記ゲームの前日譚。
- グランド・セフト・オートVI - 上記2作品と同じくマイアミがモデルの「バイスシティ」が舞台となっているが、マップ等は一新されている
- DRIV3R（ドライバー3） - ゲームソフト。マイアミを含む3都市が登場。
- マイアミクライシス - ゲームソフト
- デクスター 警察官は殺人鬼 - テレビドラマ
- エンジェル 〜 天使のような反逆者 - テレビドラマ（ベネズエラ）
- バーン・ノーティス 元スパイの逆襲 - テレビドラマ
- ガブリエル〜不滅の愛〜 - 2008年のテレビドラマ
- オースティン&アリー-テレビドラマ
- ヴィーナス〜時空を超えた愛 - テレビドラマ（メキシコ）2010年
- バトルフィールド ハードライン - ゲームソフト。マイアミ市警を舞台とする。
- HITMAN２- ゲームソフト。マイアミで開催されるレースが舞台となる。
- Call of Duty: Black Ops Cold War - FPSゲーム　2020年

## ランキング
- 全米で最もクリーンな街 —フォーブス誌による調査でマイアミが全米で最もクリーンな街に選ばれた。[45]
- 全米で最も魅力的な人たちの住む街 —トラベル・アンド・レジャーマガジン誌による調査でマイアミが全米で最も魅力的な人たちが住む街に選ばれた。 [46]
- 全米1位の肥満都市 —メンズ・フィットネス・マガジン誌による全米における肥満人口の2009年の調査で、マイアミは、全米1位の肥満都市にランクインした。[47]

## 姉妹都市
| - アガディール、モロッコ - アンマン、ヨルダン - イキケ、チリ - ヴァルナ、ブルガリア - 青島市、中華人民共和国 - 鹿児島市、日本 - 高雄市、中華民国 - カンクン、メキシコ - キングストン、ジャマイカ - コチャバンバ、ボリビア - サンティアゴ・デ・チレ、チリ - サントドミンゴ、ドミニカ共和国 | - ニース、フランス - パレルモ、イタリア - ブエノスアイレス、アルゼンチン - ボゴタ、コロンビア - マナグア、ニカラグア - ムルシア、スペイン - モンテス・デ・オカ、コスタリカ - モンテビデオ、ウルグアイ - ラマト・ハシャロン、イスラエル - リオデジャネイロ、ブラジル |